# Batouala
Batouala – mała wioska w Gabonie, położona w prowincji Ogowe-Ivindo, w połowie drogi z Makokou do Mékambo.